# Тургусун (село)
Тургусун (каз. Тұрғысын) — село в Алтайском районе Восточно-Казахстанской области Казахстана. Административный центр и единственный населённый пункт Тургусунского сельского округа. Код КАТО — 634859100.

## Географическое положение
Находится в 28 км к западу от районного центра, города Алтай на берегу реки Бухтарма.

## История
О беглых крестьянах в Бухтарминском крае царское правительство знало с середины 1740-х годов. Но найти их селения не удавалось. Лишь в 1761 году прапорщик Зелёный обнаружил тайное поселение старообрядцев (бухтарминских каменщиков) близ реки Тургусун — притока Бухтармы. В 1781 году селение староверов было признано официальными властями. Село получило название по протекающей речушке — Тургусун. Разработка Зыряновского месторождения повысило значение села. Крестьяне были заняты как на сельскохозяйственных работах, так и привлекались к вывозу руды, заготовке леса, другим работам.
По переписи населения 1897 года в селе проживало 944 человека. В селе имелся молельный дом, школа грамоты, лавка, хлебозапасный магазин. Деревня была одной из крупнейших в Бухтарминской волости. В 1918 году в Тургусуне был создан сельсовет.
В марте 1902 года на реке Тургусун была построена гидроэлектростанция. Но уже в мае того же года паводок смыл электростанцию. Она была восстановлена лишь в сентябре 1935 года. Тургусунская ГЭС позволила решить проблему энергоснабжения Зыряновского района. Лишь после запуска мощных Усть-Каменогорской ГЭС и Бухтарминской ГЭС её значение существенно снизилось. 15 июля 1957 года Тургусунская ГЭС была ликвидирована.
В селе были созданы леспромхоз, колхозы «1 мая», «Красное знамя» и совхоз «Тургусунский». С распадом СССР хозяйства прекратили существование.

## Население
В 1999 году население села составляло 1677 человек (844 мужчины и 833 женщины). По данным переписи 2009 года, в селе проживало 1256 человек (620 мужчин и 636 женщин).

## Экономика
В настоящее время в селе работают ТОО «Мирит» и «Тургео», занимающиеся пчеловодством, растениеводством и животноводством.
На частном подворье население выращивает КРС, овец, свиней, птицу. Развито пчеловодство.

## Социальная сфера
В селе имеется средняя школа, семейная врачебная амбулатория, почтовое отделение.